# 7501 Farra
7501 Farra eller 1996 VD3 är en asteroid i huvudbältet som upptäcktes den 9 november 1996 av Farra d'Isonzo-observatoriet i Farra d'Isonzo. Den är uppkallad efter den italienska staden Farra d'Isonzo.
Asteroiden har en diameter på ungefär 20 kilometer.